# 俾斯麦纪念碑 (柏林)

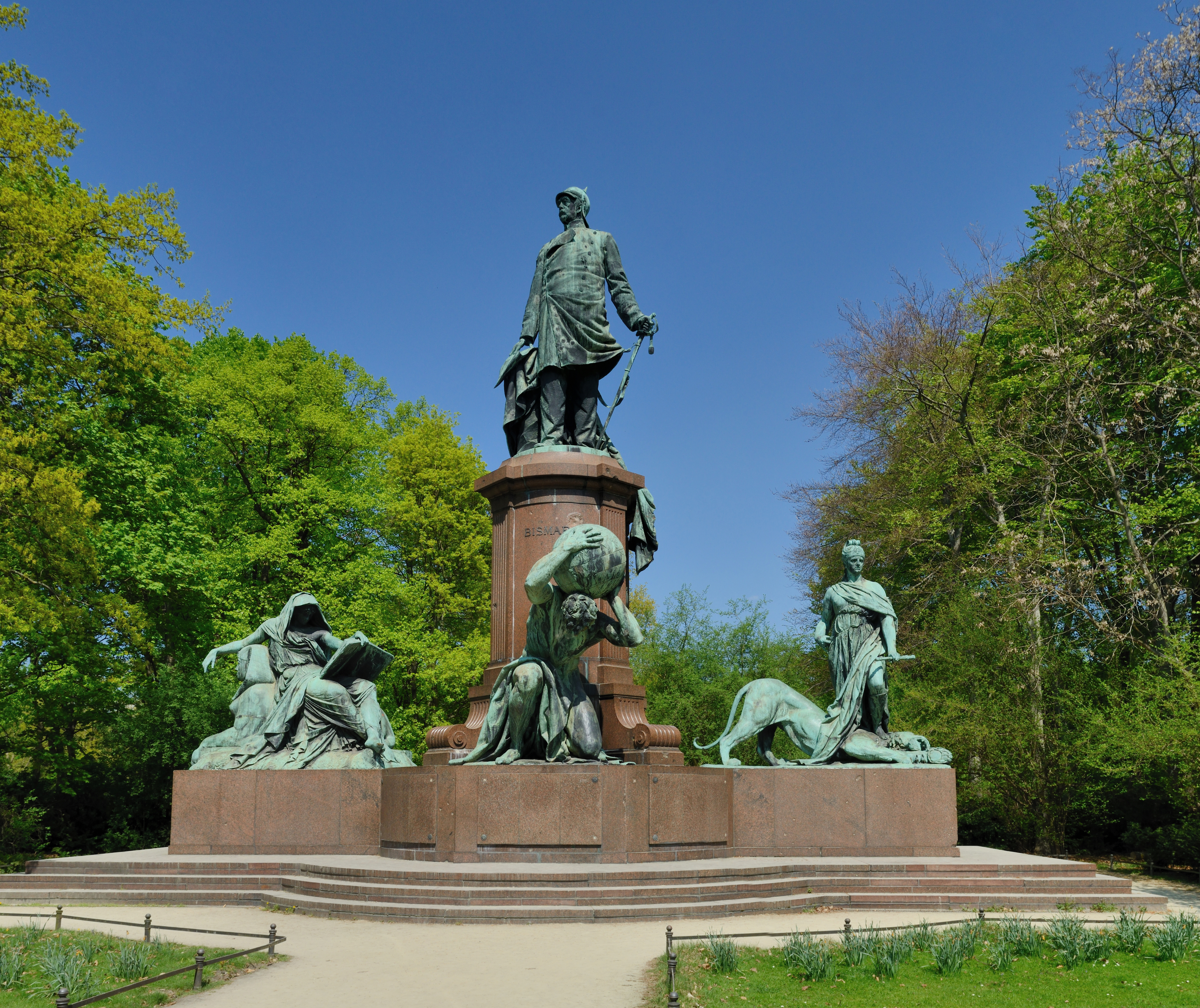
俾斯麦纪念碑

俾斯麦纪念碑 (德語：Bismarck-Nationaldenkmal) 位于柏林市中心的大蒂尔加滕公园（Tiergarten），献给普鲁士王国和德意志帝国首相奥托·冯·俾斯麦，由 Reinhold Begas 雕刻。它是全世界250处俾斯麦纪念碑之一。

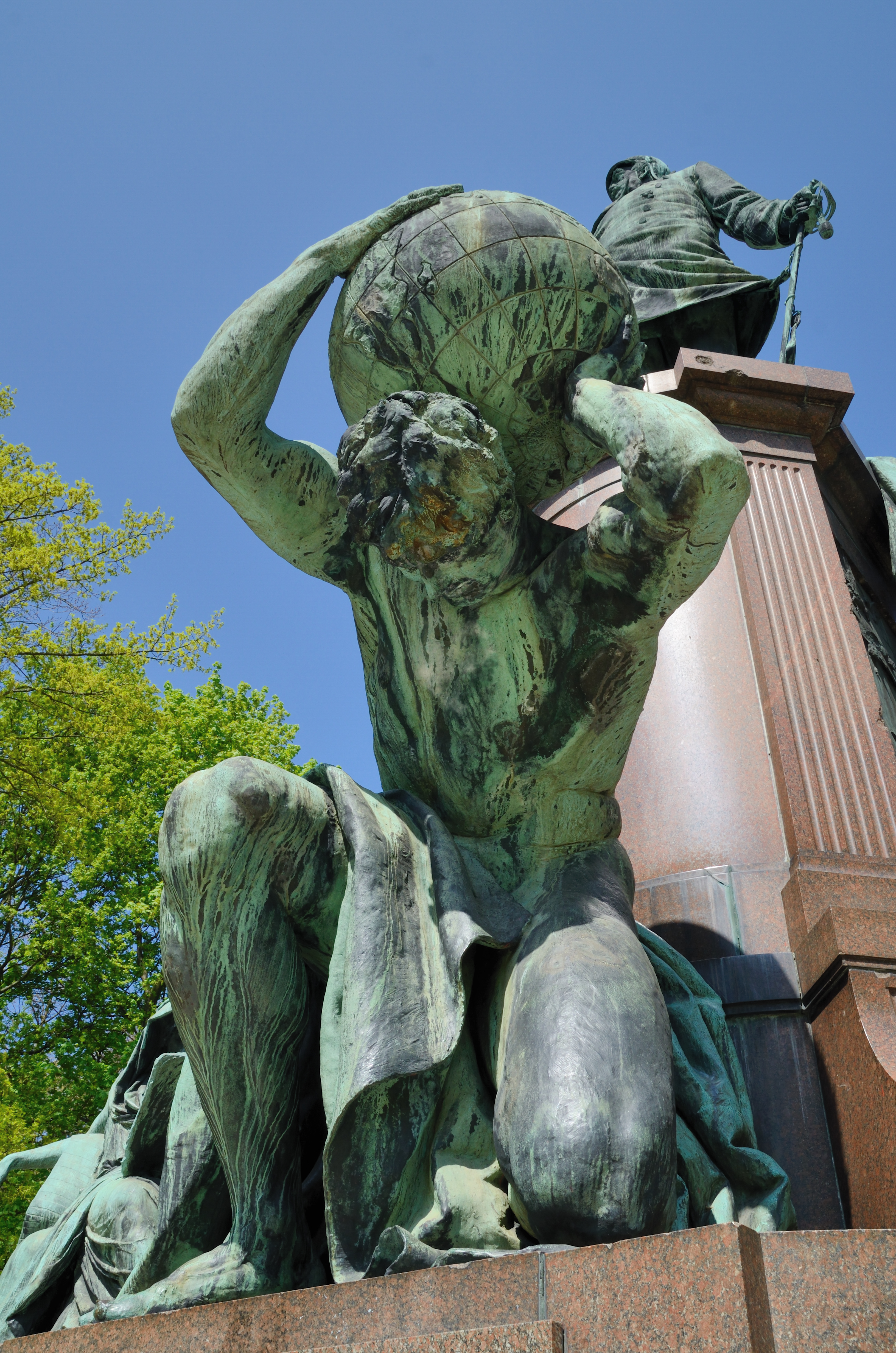
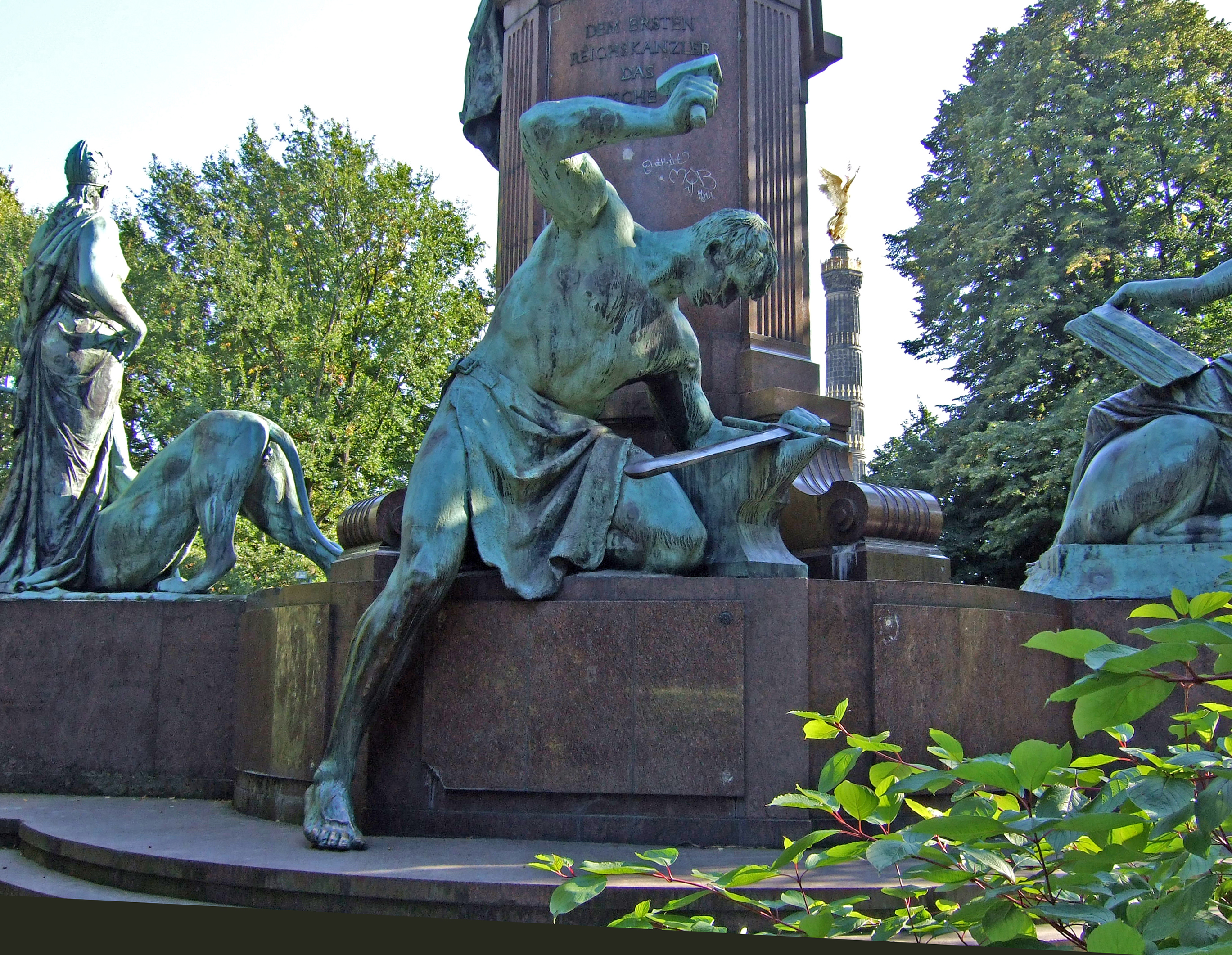
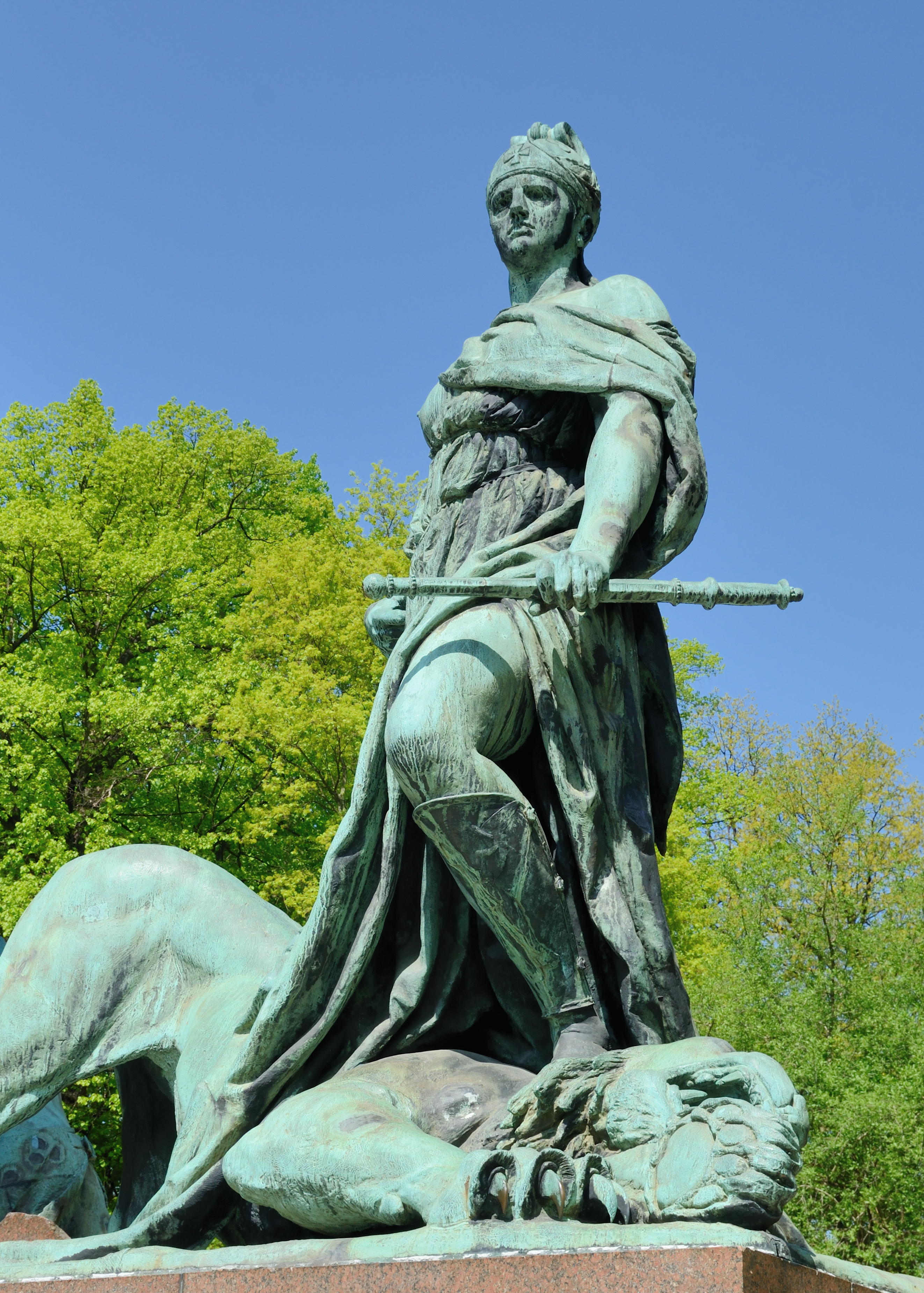
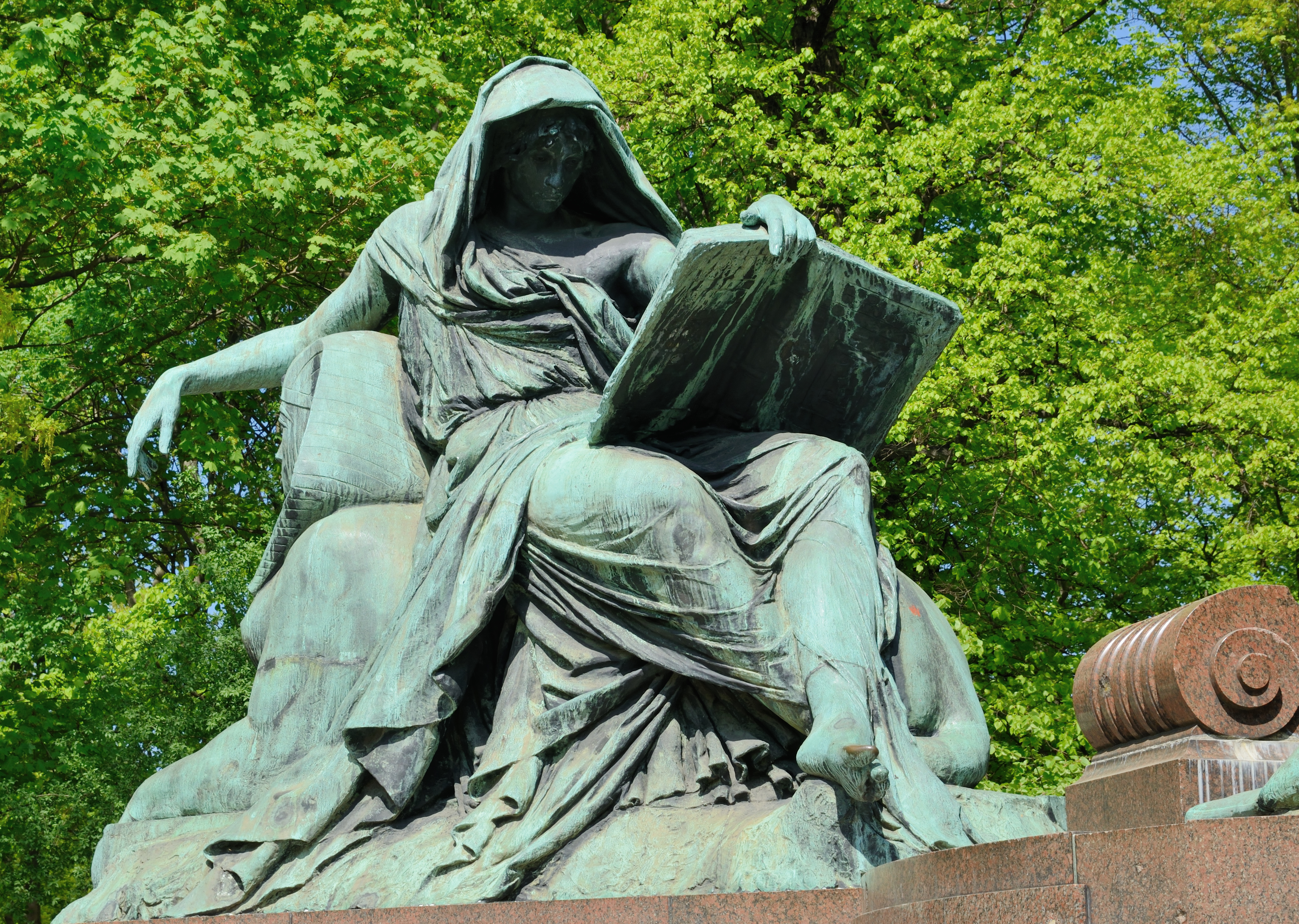